# Beatriz Fernández Fernández
Beatriz Fernández Fernández (Portugalete, Vizcaya,  22 de agosto de 1964) es una lingüista española.

## Biografía
Se doctoró en 1997 con la tesis Egiturazko kasuaren erkaketa euskaraz [Cotejo estructural de caso en euskera] en la  Universidad del País Vasco (UPV/EHU). Es miembro correspondiente de Euskaltzaindia (la Real Academia de la Lengua Vasca). Es profesora titular e investigadora del Departamento de Lingüística y Estudios Vascos de la Universidad del País Vasco (UPV/EHU). Dirige el grupo de investigación Basque and Beyond.
Es autora de artículos y libros de investigación sobre el euskera y la variación morfosintáctica. Ha editado además diversos volúmenes colectivos. Combina su labor investigadora y docente con la divulgación científica.
Desde 2013 es académica de la Real Academia de la Lengua Vasca.

## Obras
- Egiturazko kasuaren erkaketa euskaraz (Universidad del País Vasco, 1997).[5]
- Hizkuntzari itzulia 80 hizkuntzatan ("Lengua traducida a 80 idiomas"), (UEU, 2007).
- Datiboa hiztegian ("Diccionario Dativo"). (Universidad del País Vasco, 2010).[6]
- Euskera para castellanohablantes (Erein, 2016).[7]
- Euskara eta hizkuntzari buruz (Erein, 2017).[8]
- Hizkuntza gogoan (Erein, 2021).[9]